# Уюань (Цзянси)
Уюа́нь (кит. упр. 婺源, пиньинь Wùyuán) — уезд городского округа Шанжао провинции Цзянси (КНР).

## География
В уезде сохранились естественные вечнозеленые широколиственные леса. В районе деревни Шимэнь обитает синеголовая тимелия, находящаяся под строгой охраной.

## История
Уезд был образован во времена империи Тан в 740 году. После монгольского завоевания и образования империи Юань уезд был в 1295 году поднят в статусе, став Уюаньской областью (婺源州), но после свержения власти монголов и образования империи Мин область в 1369 году была вновь понижена в статусе до уезда.
После образования КНР в 1949 году был создан Специальный район Лэпин (乐平专区), и уезд вошёл в его состав. В 1950 году Специальный район Лэпин был переименован в Специальный район Фулян (浮梁专区). 8 октября 1952 года Специальный район Шанжао (上饶专区) и Специальный район Фулян были объединены в Специальный район Интань (鹰潭专区). 6 декабря 1952 года власти специального района переехали из Интаня в Шанжао, и Специальный район Интань был переименован в Специальный район Шанжао.
В 1970 году Специальный район Шанжао был переименован в Округ Шанжао (上饶地区).
Постановлением Госсовета КНР от 23 июня 2000 года округ Шанжао был преобразован в городской округ.

## Административное деление
Уезд делится на 1 уличный комитет, 10 посёлков и 6 волостей.